# Radewitz (Glaubitz)
Radewitz ist ein rechtsseitig der Elbe gelegener Ortsteil der sächsischen Gemeinde Glaubitz im Landkreis Meißen.

## Geographie und Verkehrsanbindung
Der Ort liegt etwa 1 km nordöstlich von Glaubitz. Etwa 1 km nördlich liegt Marksiedlitz und 2,5 km nordöstlich Peritz. Das Gassendorf mit Zeilendorfteil war um 1900 von Gewannfluren umgeben. Durch den Ort führt der Grödel-Elsterwerdaer Floßkanalweg. Nördlich an Radewitz anschließend liegt der Radewitzer Wald, ein kleineres Waldstück. Durch das benachbarte Glaubitz führt die Bundesstraße 98. Radewitz ist über eine Buslinie zwischen Riesa und Gröditz an das den öffentlichen Personenverkehr angeschlossen.

## Geschichte
Radewitz ist slawischen Ursprungs und wurde erstmals 1378 erwähnt. Der Ortsname war mehrmals Änderungen unterzogen, so wurde Radewitz im Jahr 1406 Rodewicz  genannt, 1422 Rodwicz , 1452  Radewitz , 1506 Rodewitz, 1540 Rötzschenn, 1552 Rodewitz , 1591 zum Rötzgenn, 1730 Rädzgen,  und 1875 Radewitz b. Riesa. Radewitz war 1378 dem Markgrafen von Meißen steuerpflichtig, gerichtlich unterstand es dem Schloss Hayn (Großenhain). 1406 waren die von Köckeritz auf Glaubitz Zinsherren, ab 1485 gehörte das Dorf zur Herrschaft Glaubitz. Mit der Einführung der Reformation 1539 wurde Radewitz nach Glaubitz eingepfarrt. 1564 hatte der Kurfürst von Sachsen die hohe Jagd im Radewitzer Wald inne. Der Dreißigjährige Krieg von 1618 bis 1648 stellte für die ganze Gemeinde eine schwere Leidenszeit dar. Besonders 1637 und 1642 waren Schreckensjahre. 1624 lebten noch 13 Steuerzahler in Radewitz, 1661 waren es nur 10.
Von 1590 an wurde Radewitz vom Amt Großenhain aus verwaltet, ab 1856 vom Gerichtsamt Riesa. 1875 wechselte die Zuständigkeit erneut zur Amtshauptmannschaft Großenhain. Ab November 1781 erhielt das Dorf die Erlaubnis zum Reihenschank. Reihenschank bedeutete, dass jeder Brauberechtigte eine Woche selbst gebrautes Bier ausschenken durfte. Die Kinder des Dorfes gingen damals schon nach Glaubitz in die Schule.
Beim Lustlager von Zeithain 1730 befand sich das Hauptquartier in Radewitz. Zwischen  Glaubitz und Radewitz wurde dazu eine Zeltstadt von 700 Meter Länge und 400 Meter Breite errichtet. Der Aufbau dieser Zeltstadt wurde so überliefert:
Sie bestand aus:
- 8 Zelte zum Rendezwous
- 3 große türkische Zelte
- 3 türkische Nebenzelte
- 1 großes Wachzelt
- 6 Schirme für die Mundschenke und Silber-Diener
- 8 türkische herrschaftliche Schlafzelte
- 4 Garderoben für die Kammerdiener
- 24 Zelte für polnische adelige Herren
- 24 Zelte für preußische adelige Herren
- 24 Zelte für fremde adelige HerrenAmt GrossenHayn mit Einzeichnung des Lustlagers
- 1 preußisches Tafelzelt
- 1 polnisches Tafelzelt
- 1 Marschall Tafelzelt
- 5 Offizierstafeln
- 12 Offizierszelte
- 5 Quartiere für Damen
- 1 Magazin
- 1 Tafelzelt für die Ungarn

Amt GrossenHayn mit Einzeichnung des Lustlagers

- 24 Zelte für königliche Bedienstete
- 1 Cammertafel für die Bedienten des Königs von Preußen und Augusts des Starken
- 12 Zelte mit halben Markisen für Hoskavaliere
- 48 kleine Baracken, in denen die königlichen Livreen untergebracht waren
- 4 Tafeln für die Hofminister
- 48 Pferdemarkisen für die Wachen und Reserven (im Dorf Radewitz war das Magazin der Hofämter untergebracht)
- 1 Mädchentafelzelt
- 12 Zelte für fremde Offiziere
- 1 großes Zelt, worin die Kadetten ihre Exerzierübungen abhielten.

Das ganze Lager war mit grünen Wänden umschlossen. Nach Ende des Lustlagers erhielt Radewitz als Entschädigung für die entstandenen Flurschäden 192 Taler, 19 Groschen und 4,5 Pfennige.
1840 hatte Radewitz 160 Einwohner. Zum Ort gehörten 15 Güter, neun Häuser und eine Hutmannswohnung sowie zwei Windmühlen, eine Wassermühle und eine Gastwirtschaft, die heute noch existiert. Im Ort lebten 3 Maurer, darunter ein Meister, ein Zimmermann und ein Victualienhändler. Durch die Sächsische Landgemeindeordnung von 1838 erhielt Radewitz Eigenständigkeit als Landgemeinde. Im Jahr 1925 waren 205 Einwohner von Radewitz evangelisch-lutherisch. Sachsen kam nach dem Zweiten Weltkrieg in die Sowjetische Besatzungszone und später zur DDR. Am 1. Juli 1950 wurde Marksiedlitz nach Radewitz eingemeindet. Nach der Gebietsreform 1952 wurde Radewitz dem Kreis Riesa im Bezirk Dresden zugeordnet. 1973 wurde Radewitz nach Glaubitz eingemeindet. Nach der Deutschen Wiedervereinigung kam der Ort zum wiedergegründeten Freistaat Sachsen. Die folgenden Gebietsreformen in Sachsen ordneten Radewitz 1994 dem Landkreis Riesa-Großenhain und 2008 dem Landkreis Meißen zu.

### Bevölkerungsentwicklung
| Jahr | Einwohner                                                 | Jahr | Einwohner  |
| ---- | --------------------------------------------------------- | ---- | ---------- |
| 1552 | 12 besessene Mann, 22 Inwohner                            | 1933 | 195        |
| 1764 | 14 besessene Mann, 1 Häusler, 19 1/8 Hufen je 14 Scheffel | 1939 | 188        |
| 1834 | 145                                                       | 1946 | 241        |
| 1871 | 215                                                       | 1950 | 327        |
| 1890 | 186                                                       | 1964 | 255        |
| 1910 | 213                                                       | 1973 | → Glaubitz |
| 1925 | 205                                                       | 2015 | 74         |

## Sage
Aus früherer Zeit ist eine Sage überliefert:

„Zwischen dem Dorfe Radewitz und der Wüstung Leuwen, auf der früher ein Vorwerk gewesen sein soll, liegt eine kleine Bodensenke die man im Volksmund die Ritschiendelle nennt. Ältere Leute, aus Radewitz gebürtig, wissen nun davon zu berichten, dass auch an dieser Stelle zu mitternächtlicher Zeit ein Reiter ohne Kopf sein Unwesen treibt. Kommt die Jugend des Nachts vom Tanz aus den Nachbardörfern heim auf dem Wege nach Radewitz, so soll diese schmale Bodensenkung gern von ihnen gemieden werden. Der Volksmund erklärt sich die Spukgestalt des kopflosen Reiters so: Vor langen Zeiten, im 30jährigen Krieg, soll bei der Ritschiendelle ein Berittener der kaiserlichen Söldner eines Verbrechens wegen geköpft worden sein; nun findet aber die Seele des Gerichteten keine Ruhe mehr, und treibt daher an der Richtstätte ihren Spuk.“